# Ambasada RP w Sztokholmie
Ambasada Rzeczypospolitej Polskiej w Sztokholmie (szw. Republiken Polens Ambassad i Stockholm) – polska misja dyplomatyczna w stolicy Szwecji.

## Struktura placówki
- Wydział Polityczno-Ekonomiczny
- Wydział Konsularny
- Wydział Administracyjno-Finansowy
- Ataszat Obrony

## Konsulat honorowy RP
Jedyny konsulat honorowy RP w Szwecji działa w Göteborgu.